# Журавльов Олександр Олександрович (генерал)
Олександр Олександрович Журавльов (2 грудня 1965 , Голишманово, Тюменська область ) — російський воєначальник, воєнний злочинець, генерал-полковник (2017). Командувач військами Західного військового округу з листопада 2018 до 28 вересня 2022 року. Командувач військ Східного військового округу (22 листопада 2017 — листопад 2018). Герой Російської Федерації (2016).
Під час вторгнення Росії до Сирії та України під його керівництвом здійснені обстріли Алеппо та Харкова касетними боєприпасами, що призвело до значних руйнувань цивільної інфраструктури та жертв серед мирного населення і кваліфікується міжнародною спільнотою як воєнні злочини.

## Біографія
Народився 2 грудня 1965 року в селищі Голишманове Голишманівського району Тюменської області. На службі у Збройних Силах СРСР із 1982 року. В 1986 закінчив Челябінське вище танкове командне училище імені 50-річчя Великого Жовтня, Військову академію бронетанкових військ імені Маршала Радянського Союзу Р. Я. Малиновського (1996), Військову академію Генерального штабу Збройних сил Російської Федерації (2008).
Службу проходив у Центральній групі військ. Після закінчення 1996 року Військової академії бронетанкових військ служив у військах Далекосхідного військового округу, де пройшов шлях від начальника штабу танкового полку до командира мотострілецької дивізії.
У 2008 році закінчив Військову академію Генерального штабу Збройних сил. Служив начальником штабу — першим заступником командувача 58-ї загальновійськової армії у Північно-Кавказькому військовому окрузі.
Указом Президента Російської Федерації від 28 червня 2010 року призначений командувачем 2-ї гвардійської Червонопрапорної загальновійськової армії Приволзько-Уральського військового округу.
У грудні 2013 року призначений на посаду заступника командувача військ Центрального військового округу. 11 червня 2014 року присвоєно військове звання «генерал-лейтенант».
З січня 2015 року — начальник штабу — перший заступник командувача військ Південного військового округу.
З початку військової операції Росії у Сирії у вересні 2015 року — начальник штабу угруповання Збройних сил Російської Федерації у Сирійській Арабській Республіці.
З липня по грудень 2016 року — командувач Угрупуванням Збройних сил Російської Федерації в Сирійській Арабській Республіці. Під час його командування ВКС Росії брали активну участь у наступі на Алеппо у вересні-листопаді 2016 року.
З січня 2017 — заступник начальника Генерального штабу Збройних сил Російської Федерації. 22 лютого 2017 року присвоєно військове звання «генерал-полковник».
З вересня 2017 — тимчасово виконуючий обов'язки командувача військ Східного військового округу. Указом Президента Російської Федерації від 22 листопада 2017 року призначений командувачем військ Східного військового округу. 28 листопада 2017 року генерал-полковнику Олександру Журавльову вручено штандарта командувача військ Східного військового округу.

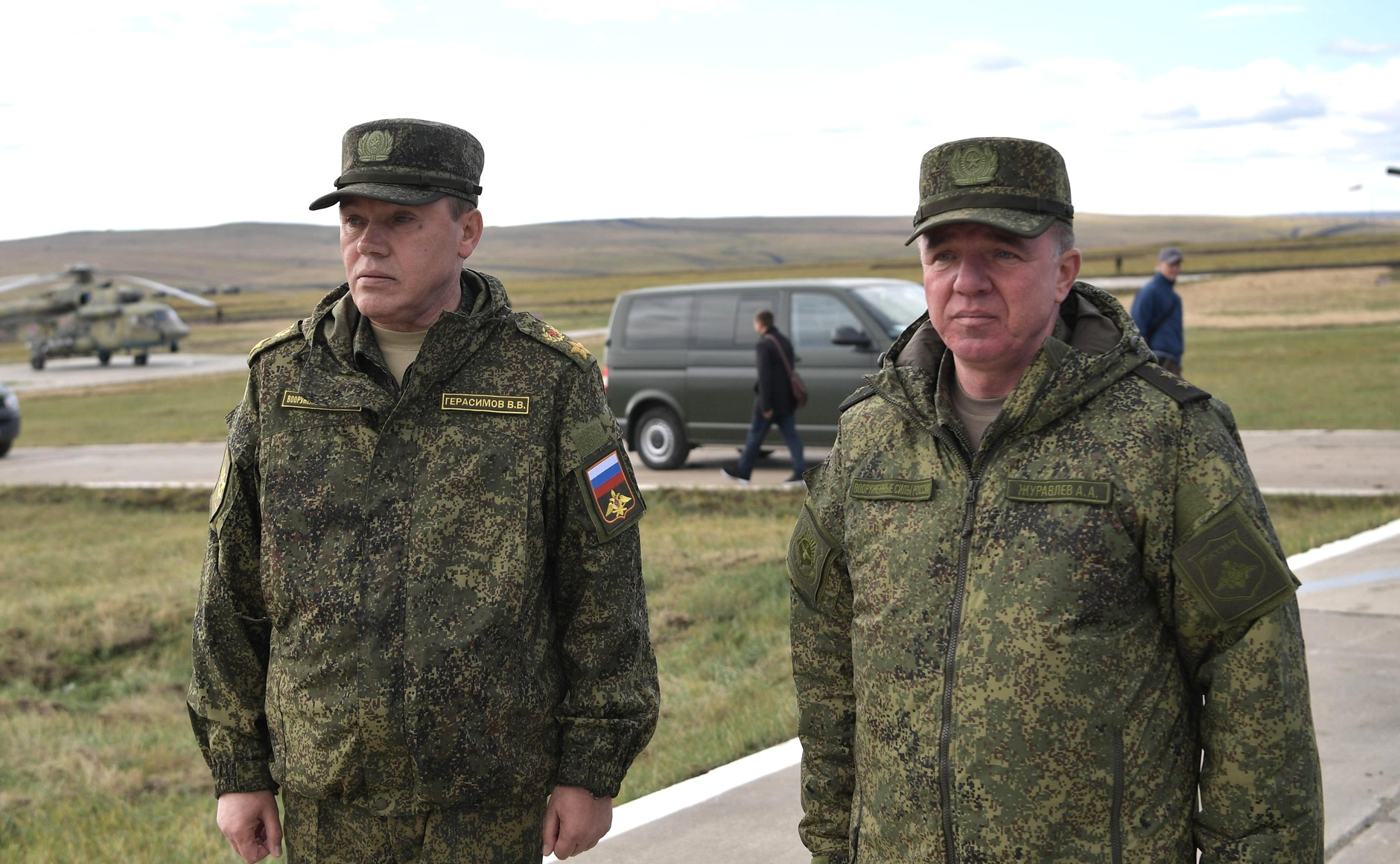
Журавльов (праворуч) з начальником Генштабу ЗС РФ Валерієм Герасимовим на маневрах «Схід-2018». Полігон Цугол,
13 вересня 2018 року

У листопаді 2017 року ЗМІ повідомили про швидке призначення генерал-полковника Олександра Журавльова командувачем Угрупуванням Збройних сил Російської Федерації в Сирійській Арабській Республіці. 11 грудня 2017 року прибув у розташування угрупування на авіабазі «Хмеймім» і розпочав виконання обов'язків командувача Угрупуванням Збройних сил Російської Федерації в Сирійській Арабській Республіці. Це третє відрядження Журавльова в Сирію і друге як командувач угрупуванням. До вересня 2018 року повернувся з відрядження до Сирії і приступив до виконання обов'язків командувача військ Східного військового округу. Під його командуванням пройшли масштабні загальновійськові маневри «Схід-2018».
З листопада 2018 до 28 вересня 2022 року — командувач військами Західного військового округу, на цій посаді його замінив Роман Бердніков. Представлений особовим складом 11 листопада 2018.
Одружений, має двох дітей.

## Воєнні злочини

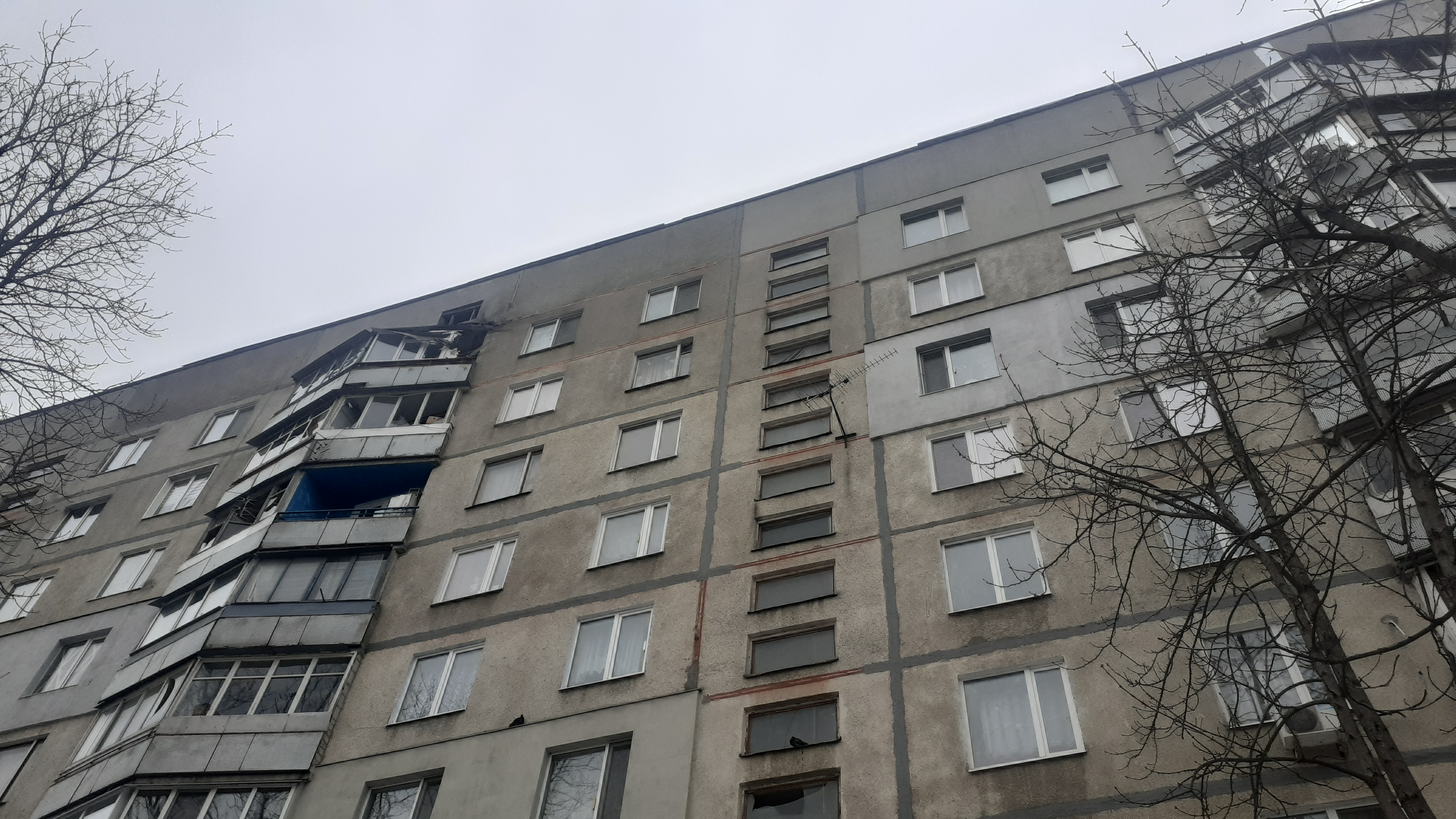
Пошкоджена внаслідок обстрілу 28 лютого 2022 року житлова будівля в Харкові

Під командування О. Журавльова угрупування ЗС у Сирії завершило облогу густонаселеного міста Алеппо, яка призвела до значних жертв серед цивільного населення. Під час його командування різко збільшилася кількість атак касетними боєприпасами по Алеппо. За даними Центру документації порушень прав людини у Сирії, у період з 10 вересня по 10 жовтня 2016 року касетні боєприпаси були використані в Алеппо 137 разів, що на 791 % більше, ніж середня кількість таких атак за попередні вісім місяців.
Як командувач Західним військовим округом РФ, Журавльов командував військами, які орудували на півночі України під час російського вторгнення в лютому 2022 року. 13 травня CNN провела розслідування, навівши докази, які свідчать, що генерал-полковник Журавльов 28 лютого наказав застосувати 17 БМ-30 «Смерч» проти цивільних об'єктів, щонайменше, трьох житлових районів Харкова. За свідченням експертів CNN О. Журавльов єдиний з офіцерів має повноваження віддавати наказ про застосування БМ-30 «Смерч» у своєму окрузі.
Внаслідок цих нападів загинуло щонайменше троє мирних жителів. Human Rights Watch також розслідувала напад і дійшла висновку, що російські війська застосували касетні ракети «Смерч», які розсіюють десятки суббоєприпасів або бомб в повітрі. Оскільки в радіусі 400 метрів від цих атак не було військових цілей, а також через невибірковий характер цієї зброї, яка використовується в густонаселених районах, HRW визначила ці напади як можливі воєнні злочини.

## Нагороди
- Герой Російської Федерації (3.05.2016)[5][16] ;
- Орден «За заслуги перед Батьківщиною» IV ступеня (2016);
- Орден Суворова (2017);
- Орден «За військові заслуги» (2002) ;
- Медаль ордену «За заслуги перед Батьківщиною» І ступеня ;
- Медаль ордену «За заслуги перед Батьківщиною» ІІ ступеня ;
- Ювілейна медаль «60 років Перемоги у Великій Вітчизняній війні 1941—1945» (2005);
- Медаль «За бойові відзнаки» ;
- Медаль «За військову звитягу» 2 ступеня ;
- Медаль «Учаснику військової операції у Сирії» (2016);
- Медаль «За відмінність у військовій службі» 1 ступеня ;
- Медаль «За відмінність у військовій службі» 2 ступеня ;
- Медаль «За відмінність у військовій службі» 3 ступеня ;
- Медаль «За службу на Північному Кавказі»;
- Медаль «За ратну доблесть»;
- Орден Святителя Миколи Чудотворця ;
- Медалі СРСР ;
- Медалі РФ ;
- Орден Пошани (7 червня 2012 року, Білорусія) — за заслуги у розвитку міжнародного військового співробітництва між збройними силами Республіки Білорусь та Російської Федерації[17].